# Шлыковка (Челябинская область)
Шлыковка — упразднённая деревня в Увельском районе Челябинской области России. На момент упразднения входила в Кичигинский сельсовет. Исключена из учётных данных в 1995 году.

## География
Располагалась у восточного берега безымянного озера, фактичесик представляет собой улицу Заозёрную посёлка Синий Бор.

## История
До 1916 года входила в состав Ново-Увельской волости Троицкого уезда Оренбургской губернии. По данным на 1926 год хутор Шлыков состоял из 12 хозяйств. В административном отношении входил в состав Кичигинского сельсовета Увельского района Троицкого округа Уральской области.
В 1968 году рядом со Шлыковкой была построена новая центральная усадьба колхоза «Рассвет» - будущий посёлок Синий Бор. В состав усадьбы также была включена и часть Шлыковки, расположенная у западного берега озера.
В 1970—1980-е годы в деревне располагалась бригада колхоза «Рассвет».
Исключена из учётных данных Постановлением Челябинской облдумы от 21.12.1995 года № 307.

## Население
| 1926 | 1970 | 1977 | 1983 |
| ---- | ---- | ---- | ---- |
| 57   | ↗419 | ↘126 | ↘12  |

По данным переписи 1926 года на хуторе проживали русские (100% населения).